# 1285
1285. је била проста година.

## Догађаји
- Српски кнез Стефан Драгутин у савезу са Мађарима напада бугарске команданте Браничева. Овај поход завршен је неуспехом. Дарман и Куделин, великаши из Браничева нападају потом Драгутина који тражи помоћ од свога брата, краља Милутина. Милутин и Драгутин заједно побеђују Бугарске окупаторе, који заувек одлазе из Браничева и Београда.

- Арагонски крсташки рат: Француске снаге предвођене краљем Филипом III учвршћују се испред Ђироне, покушавајући да опседну град. Упркос снажном отпору, град је коначно заузет 7. септембра. Филипов син, петнаестогодишњи Карло од Валоа, крунисан је за краља Арагона (под вазалством Свете столице), али без праве круне. Убрзо након тога, француски логор је погођен епидемијом дизентерије и Филип је приморан на повлачење.
- Април – Маринидске снаге под султаном Абу Јусуфом Јакубом ибн Абд ел-Хаком прелазе мореуз од Алкасер Сегира до Тарифе. Одатле напредују до Хереза де ла Фронтере, где опседају град. Маринидски одреди су послати да опустоше широко подручје од Медине-Сидоније до Кармоне, Вехер де ла Фронтере, Есихе и Севиље, секући дрвеће, воћњаке и винограде, уништавајући села и убијајући или заробљавајући многе становнике.
- Мај – Краљ Санчо IV (Храбри) окупља своју војску у Севиљи и шаље кастиљску флоту (око 100 бродова) предвођену адмиралом Бенедетом I Закаријом да блокира ушће реке Гвадалквивир. У међувремену, одред Маринида од 1.000 коњаника креће се ка Севиљи, разбијајући Кастиљце послате да им се супротставе. Окрећући се ка истоку ка Кармони и Алкали де Гвадаири, Мариниди пале предграђа, жњу и уништавају воћњаке.
- 22. мај – Снаге Маринида под командом Абу Јусуфа Јакуба ибн Абд ел-Хака продужавају опсаду Хереза де ла Фронтера. Он шаље свог сина Абу Јакуба Јусуфа ан-Насра са 5.000 редовних војника, 2.000 коњаника, око 13.000 пешадинаца и 2.000 стрелаца да нападну Севиљу и њену околину 1. јуна. Током јуна и почетком јула, Мариниди свакодневно нападају Херез док пљачкају села код Кармоне, Нијебле, Есије, Севиље и Санлукар де Барамеде.
- 2. Август – Кастиљске снаге предвођене Санчом IV (Храбрим) марширају против Маринида код Хереза де ла Фронтере. У међувремену, Абу Јусуф Јакуб ибн Абд ел-Хак са својом војском од 18.000 коњаника и суочен са смањеним залихама, одлучује да прекине опсаду после пет месеци, 2. августа. Повлачи своју војску у безбедност Алхесираса и отвара преговоре са Санчом док кастиљска флота стиже у Ел Пуерто де Санта Марија (или „луку Свете Марије“).
- 4. септембар – Битка код Ле Формигеса: Арагонска-сицилијанска флота (око 40 галија) под командом адмирала Роџера од Лаурије побеђује француске и ђеновске бродове у близини Формигеских острва. Према Јохану Естеву де Безеру, француском трубадуру, свим заробљеницима осим једног су ископане очи, а том једном је остављено једно око да води остале. Након битке, Роџер заробљава око 15 до 20 француских галија, а остале су потопљене или спаљене.
- 1. октобар – Битка код Кол де Панисара: Арагонске снаге под командом краља Петра III (Великог) нападају из заседе и побеђују француску експедициону војску док се повлачила преко Пиринеја. Француске трупе масакрира арагонска претходница код превоја Панисар, али су поштедели краљевску породицу. Филип III (Смели) стиже са својим уморним остацима у Перпињан, где умире од дизентерије 5. октобра.
- 2. новембар – Петар III (Велики) умире након 9-годишње владавине у Вилафранки дел Пенедес. Наслеђује га његов 20-годишњи син Алфонсо III (Либерал), који постаје краљ Арагона. Петров други син, Џејмс II (Праведни), крунисан је за владара Сицилије. Његов трећи син, 13-годишњи Фридрих, постаје савладар и регент Сицилије.
- Зима – Монголска Златна хорда, предвођена Ногајским каном и Талабугом, по други пут напада Мађарску. Успешно покоравају Словачку и пљачкају територију северно од Карпата.
- Други Вестминстерски статут је усвојен у енглеском парламенту, реформишући разне законе; укључује клаузулу de donis conditionalibus, која се сматра једним од основних института средњовековног права. Налог Circumspecte Agatis, који је издао краљ Едвард I (Дугоноги), дефинише јурисдикције цркве и државе, чиме ограничава судска овлашћења цркве само на црквене случајеве.
- 17. април – Мамелучке снаге под султаном Калаваном (Победоносним) појављују се са специјално изграђеним ратним машинама испред крсташке тврђаве Маргат и почињу опсаду. Месец дана Мамелуци не могу да напредују и напади на тврђаву су одбијени. Калавун затим позива делегацију витезова хоспиталерa да дођу и виде штету коју су његови инжењери нанели „неосвојивим“ утврђењима. Схватили су да немају правог избора и приморани су да се предају 25. маја. Хоспиталерима је дозвољено да се повуку са свим својим стварима, на коњима и потпуно наоружани. Остатку гарнизона је обећан безбедан пролаз до Тортосе – док Калавун оснива мамелучки гарнизон који користи као основу за даље кампање против крсташких држава.
- 24. јун – Битка код Чуонг Дуонга: Заједничке снаге Чампе и Дај Вијета поразиле су монголску флоту Јуана на Црвеној реци. Већина јуанских ратних бродова је спаљена током битке, а монголска војска се повлачи у Кину крајем јуна.

## Рођења
- Википедија:Непознат датум — Вилијам Окамски - филозоф схоластичар

## Смрти
- Јекуно Амлак
- Јован II Јерусалимски
- Кунигунда Ростиславна

- Папа Мартин IV

- Пере III од Арагона

- Франческа да Римини

- Филип III Храбри

- 7. јануар — Карло I Анжујски, сицилијанско-напуљски краљ